# セルゲイ・グラジエフ

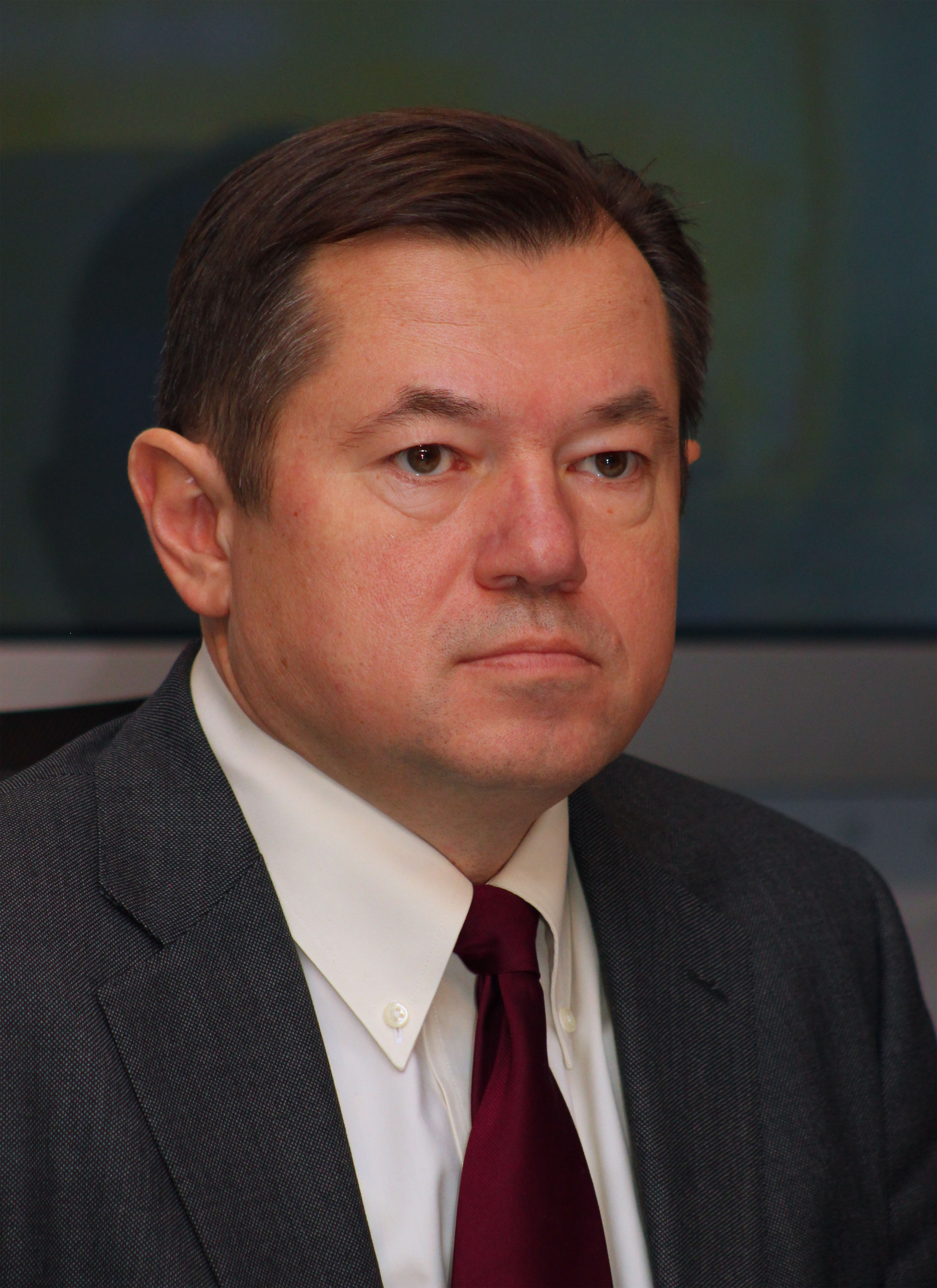

セルゲイ・ユリエヴィチ・グラジエフ（ロシア語:Серге́й Ю́рьевич Гла́зьев；Sergei Yurievich Glazyev、1961年1月1日 - ）は、ロシア連邦の政治家、経済学者。

## 経歴
ソビエト連邦ウクライナ・ソヴィエト社会主義共和国のザポロージエに生まれる。モスクワ大学経済学部を卒業後、大学院を修了し、経済学の博士号（Ph.D.）を取得する。1991年エゴール・ガイダルの下で第一副首相（対外経済関係）に任命される。その後、ヴィクトル・チェルノムイルジン内閣でも留任し1993年まで務めた。
1993年ロシア連邦議会選挙で下院（国家会議）にロシア民主党公認で立候補し当選する。任期途中で上院連邦会議の経済安全保障担当顧問兼調査部長に就任したため、代議員を辞任する。
1999年ロシア下院選挙に今度はロシア連邦共産党から再度立候補し当選するが、同党党首のゲンナジー・ジュガーノフ委員長のリーダーシップに不満を持ち、共産党を離党し、新たな政治ブロック「祖国」（ロージナ、母国）を結成し、ドミトリー・ロゴージンとともに共同議長に就任した。祖国は、結成後臨んだ下院選挙で37議席を獲得した。
選挙戦に勝利したものの、祖国は、グラジエフなど中道左派を指向するグループと、愛国主義路線から右派へ傾斜するグループが対立し、2003年に左右両派の対立抗争は頂点に達した。祖国執行部は党分裂を危惧し翌2004年のロシア大統領選挙では公認候補の擁立を見送る方針を採択したが、このような思惑とは別にグラジエフと右派のヴィクトル・ゲラシチェンコがそれぞれ立候補の動きを見せた。
結局、中央選挙管理委員会の候補者審査によってゲラシチェンコは、立候補することができず、審査を通過したグラジエフも独立系候補としてようやく立候補はしたが、ロシア国民の圧倒的な支持を得るウラジーミル・プーチンは揺るぎようもなかった。選挙戦でグラジエフは、オリガルヒ（新興財閥）を批判し、社会的公正と汚職の根絶を主張した。また、国民生活向上の憲法への明記、最低賃金の3倍増、労働組合の権利保護など、新興財閥の莫大な金を再分配、経済成長、マフィアやテロの根絶を公約に掲げた。グラジエフは大統領選挙において4.1％、282万6641票を獲得し、6人中3位につけた。
大統領選挙後、共同議長であったロゴージンと対立し、党から離れた。グラジエフとその支持者は、新党を結成しようとしたがロシア法務省の審査によって政党としての要件を満たしていないとして認可を拒否された。2007年大統領選挙に立候補を予定したが、中央選挙管理委員会によって立候補は拒絶された。
2012年7月30日からはプーチンから大統領顧問に任命され、ユーラシア統合などを担当している。